# Progorelica
Progorelica (en serbe cyrillique : Прогорелича) est un village de Serbie situé sur le territoire de la ville de Kraljevo, district de Raška. Au recensement de 2011, il comptait 872 habitants.

## Démographie

### Évolution historique de la population
| 1948 | 1953 | 1961 | 1971 | 1981 | 1991  | 2002 | 2011 |
| ---- | ---- | ---- | ---- | ---- | ----- | ---- | ---- |
| 855  | 834  | 904  | 940  | 964  | 1 039 | 902  | 872  |

|  |